# Derosaara
× Derosaara (abreviado Droa en el comercio) es un híbrido intergenérico entre los géneros de orquídeas Aspasia × Brassia × Miltonia × Odontoglossum.  Fue publicado en Orchid Rev. 104: 166 (1996).